# Gregor Schlierenzauer
Gregor Schlierenzauer (Rum, 7 januari 1990) is een Oostenrijks schansspringer.

## Carrière

### Een beloftevol debuut en een eerste keer wereldkampioen
Schlierenzauer wordt beschouwd als een van de grootste Oostenrijkse schansspringtalenten aller tijden. Hij maakte reeds op 16-jarige leeftijd zijn debuut in de wereldbeker. Bij zijn eerste wedstrijd, in Oslo, werd hij als jongste deelnemer van het veld meteen 24e. In het seizoen 2006/2007 werd hij bij de eerste wedstrijd op de grote schans in Lillehammer vierde, een dag later behaalde hij zijn eerste wereldbekeroverwinning.
Ook in de daaropvolgende wedstrijden in Engelberg behaalde hij een derde en een eerste plaats en bij het prestigieuze Vierschansentoernooi won hij de openingswedstrijd in Oberstdorf, in de tweede ronde sprong hij 142 meter ver: 5,5 meter verder dan Andreas Küttel die de op een na beste afstand liet optekenen. Ook de slotwedstrijd in Bischofshofen voegde Schlierenzauer toe aan zijn palmares, wat hem uiteindelijk een tweede plaats opleverde in de eindstand van het Vierschansentoernooi. Tijdens de Wereldkampioenschappen schansspringen 2007 sprong hij aan de zijde van Wolfgang Loitzl, Andreas Kofler en Thomas Morgenstern naar een eerste wereldtitel dankzij winst in de landenwedstrijd.

### Eerste keer winst in eindstand van de wereldbeker en drie Olympische medailles
Ook in het seizoen 2007/2008 was Schlierenzauer goed voor 6 individuele overwinningen in een wereldbekerwedstrijd. Op de Wereldkampioenschappen skivliegen 2008 behaalde hij twee wereldtitels. Individueel was hij de beste voor zijn landgenoot Martin Koch. Samen met diezelfde Koch en Thomas Morgenstern	en Andreas Kofler was hij ook de beste in de landenwedstrijd. Tijdens het zomerseizoen 2008 won hij de zogenaamde 4 Nations Grand Prix en het eindklassement van de Grand Prix. Op de Wereldkampioenschappen skivliegen 2008 won Schlierenzauer zowel de individuele wedstrijd als de landenwedstrijd.
In het seizoen 2008/2009 lukte het Schlierenzauer om zes wereldbekerwedstrijden na elkaar te winnen, hij kwam daarmee op gelijke hoogte met Janne Ahonen, Matti Hautamäki en Thomas Morgenstern, de enige andere schansspringers die zo een serie ooit is gelukt.
Bovendien had Schlierenzauer tussen februari 2008 en januari 2009 ook alle 5 skivliegwedstrijden waaraan hij had deelgenomen gewonnen. Deze beide reeksen kwamen echter tot een abrupt einde bij de skivliegwedstrijd in Oberstdorf die deel uitmaakte van de FIS Team Tour. De Fin Harri Olli sprong, gesteund door de wind, een schansenrecord van 225,5 meter waarna de jury besloot de wedstrijd even te stoppen. Toen de wind was gaan liggen werd de wedstrijd verdergezet. Ook Schlierenzauer moest toen nog springen. Met heel wat minder ondersteunende wind kwam Schlierenzauer niet in de buurt van Olli. Hij uitte zich na z'n eerste sprong dan ook bijzonder kritisch richting de jury. Hij was van mening dat heel de wedstrijd opnieuw had moeten worden gestart zodat iedereen met gelijke wind zou kunnen springen. Uiteindelijk werd Schlierenzauer in die wedstrijd achtste. In dat seizoen won hij de algemene wereldbeker, de wereldbeker skivliegen, het Nordic Tournament en werd wereldkampioen in de landenwedstrijd. In de individuele nummer op dit WK moest hij wel zijn meerdere erkennen in zijn landgenoot Wolfgang Loitzl. Hij haalde het hoogste aantal wereldbekerpunten ooit verzameld door een schansspringer in één seizoen en verbeterde bovendien het recordaantal van 12 individuele wedstrijdzeges, dat op naam stond van Janne Ahonen, tot 13.
Na dit zo succesvolle seizoen blesseerde Schlierenzauer zich aan de kniebanden (ligamentum collaterale tibiale) van z'n rechterknie. Tijdens het testen van materiaal voor het volgende seizoen kwam Schlierenzauer ten val na een sprong van de schans in Ramsau. Hij werd geopereerd en herstelde vlot tijdens de zomermaanden.
Dat Schlierenzauer er bij begin van het nieuwe seizoen al meteen stond, bewees hij door met de Oostenrijkse schansspringers bij de eerste landenwedstrijd meteen het goud binnen te halen. Hij behaalde zijn eerste individuele wereldbekerzege van het seizoen met een zege in Lillehammer op 5 december 2009 met sprongen van 125,5m en 141m. Dat seizoen eindigde Schlierenzauer op de tweede plaats in de eindstand van de wereldbeker. Tijdens de Wereldkampioenschappen skivliegen 2010 in Planica eindigde Schlierenzauer tweede achter Simon Ammann. Het Oostenrijkse viertal (Koch, Schlierenzauer, Morgenstern en Loitzl) kon hun wereldtitel wel verlengen. In 2010 nam Schlierenzauer een eerste maal deel aan de Olympische Winterspelen. In Vancouver behaalde hij meteen drie Olympische medailles. Individueel behaalde hij twee keer brons, telkens achter Simona Ammann en Adam Małysz. Samen met Wolfgang Loitzl, Andreas Kofler en Thomas Morgenstern werd Schlierenzauer wel Olympisch kampioen in de landenwedstrijd.

### Tweemaal eindwinst in het vierschansentoernooi en meerdere wereldtitels
Op de Wereldkampioenschappen schansspringen 2011 in Oslo werd Schlierenzauer drie keer wereldkampioen. Individueel was hij de beste op de grote schans, voor Thomas Morgenstern en Simon Ammann. Het Oostenrijkse viertal Koch, Kofler, Morgenstern en Schlierenzauer behaalde de wereldtitel in de landenwedstrijd op zowel de normale als de grote schans. In het seizoen 2011/2012 won Schlierenzauer voor de eerste keer het vierschansentoernooi. Mede hierdoor eindigde Schlierenzauer op de tweede plaats in de eindstand van de wereldbeker, achter Anders Bardal.
In de wereldbeker kende Schlierenzauer opnieuw een sterk seizoen in de winter van 2012/2013. Dankzij 10 individuele overwinningen domineerde hij het gehele seizoen. Schlierenzauer was dan ook de beste in de eindklassementen van zowel de wereldbeker schansspringen als skivliegen. Hij won ook opnieuw het vierschansentoernooi. Tijdens de Wereldkampioenschappen schansspringen 2013 behaalde Schlierenzauer opnieuw drie medailles. Samen met Wolfgang Loitzl, Manuel Fettner en Thomas Morgenstern was hij de beste in de landenwedstrijd op de grote schans. Individueel moest hij op de kleine schans zijn meerdere erkennen in Anders Bardal, terwijl hij op de grote schans op de 8e plaats eindigde. Voor het eerst stond er ook een teamwedstrijd voor gemengde landenteams op het programma. Samen met Chiara Hölzl, Thomas Morgenstern en Jacqueline Seifriedsberger behaalde Schlierenzauer de zilveren medaille.

### Nog twee Olympische deelnames
In 2014 nam Schlierenzauer deel aan de Olympische Winterspelen 2014 in Sotsji. Hij eindigde 10e op de normale schans en 7e op de grote schans. Samen met Michael Hayböck, Thomas Morgenstern en Thomas Diethart behaalde hij een vierde Olympische medaille dankzij een tweede plaats in de landenwedstrijd. Tijdens de Wereldkampioenschappen schansspringen 2015 behaalde Schlierenzauer twee zilveren medailles.
Ook in 2018 nam Schlierenzauer deel aan de Olympische Winterspelen in Pyeongchang. Hij eindigde 22e op de normale schans en 4e in de landenwedstrijd.

## Belangrijkste resultaten

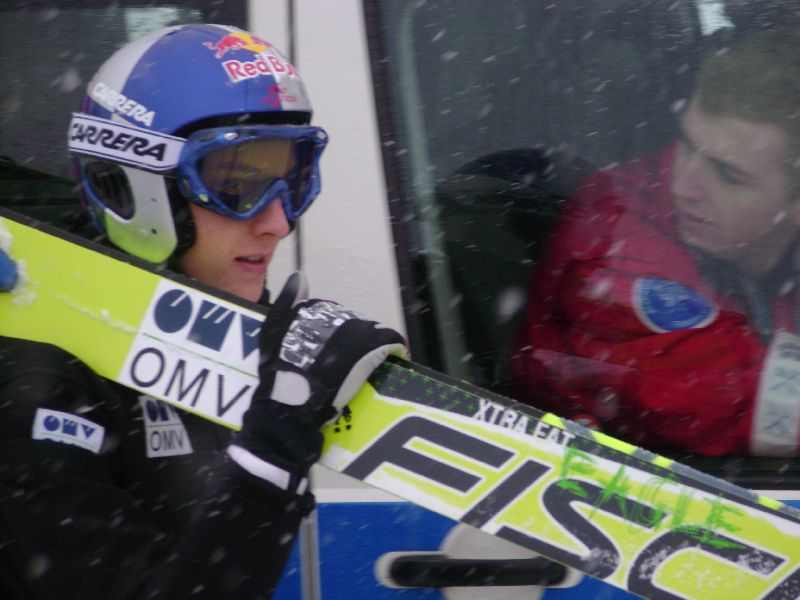
Schlierenzauer in 2008 in Zakopane

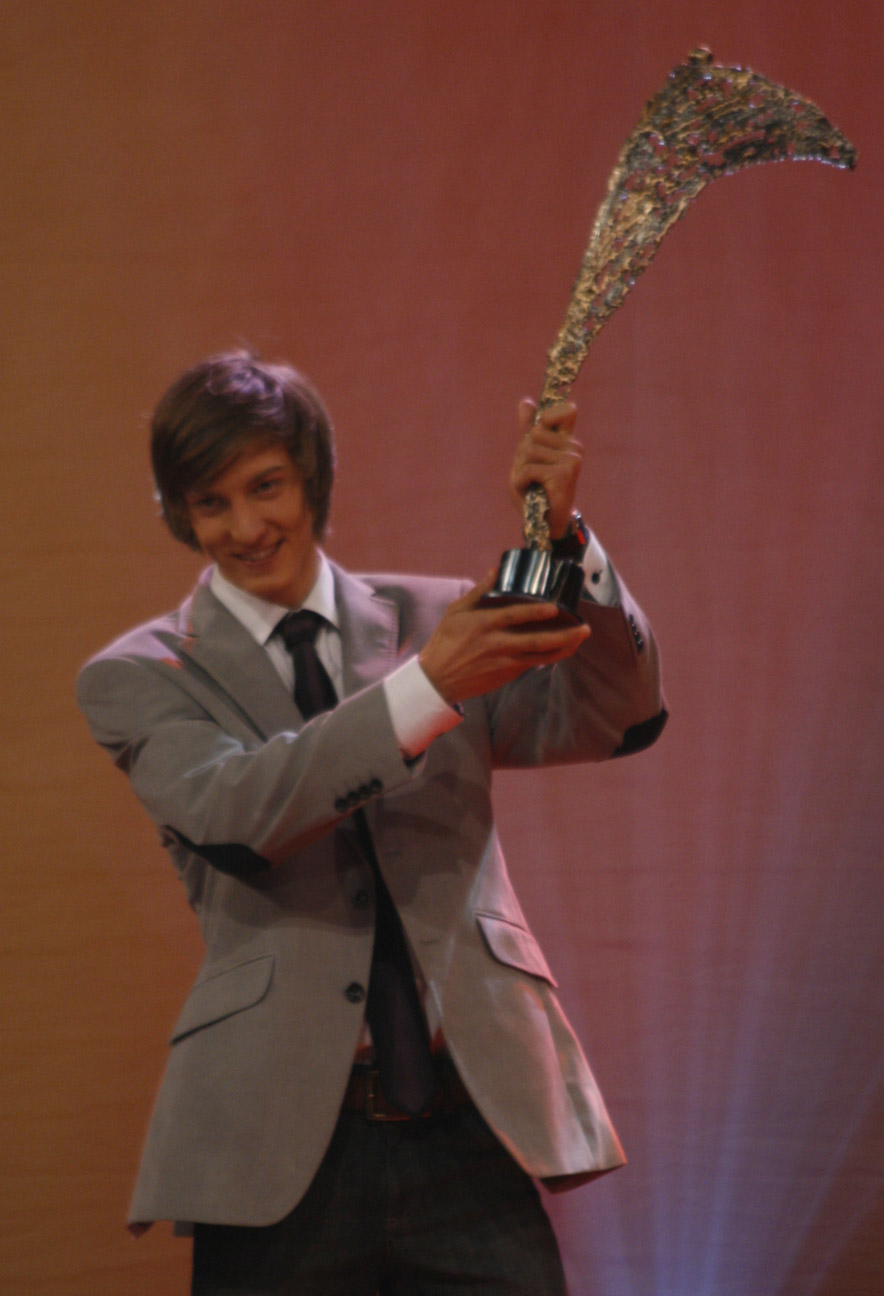
Schlierenzauer, Oostenrijk sportman van het jaar 2008

### Wereldkampioenschappen schansspringen junioren
| Jaar | Plaats    | Resultaten                                           |
| ---- | --------- | ---------------------------------------------------- |
| 2005 | Rovaniemi | 20e normale schans 4e landenwedstrijd normale schans |
| 2006 | Kranj     | normale schans · landenwedstrijd normale schans      |

### Wereldkampioenschappen schansspringen
| Jaar | Plaats        | Resultaten                                                                                       |
| ---- | ------------- | ------------------------------------------------------------------------------------------------ |
| 2007 | Sapporo       | 10e grote schans · 8e normale schans · landenwedstrijd grote schans                              |
| 2009 | Liberec       | normale schans · 4e grote schans · landenwedstrijd grote schans                                  |
| 2011 | Oslo          | 8e normale schans · grote schans · landenwedstrijd normale schans · landenwedstrijd grote schans |
| 2013 | Val di Fiemme | normale schans · 8e grote schans · landenwedstrijd normale schans · landenwedstrijd grote schans |
| 2015 | Falun         | 22e normale schans · grote schans · landenwedstrijd grote schans                                 |
| 2017 | Lahti         | 24e normale schans · landenwedstrijd grote schans                                                |

### Wereldkampioenschappen skivliegen
| Jaar | Plaats     | Resultaten                                  |
| ---- | ---------- | ------------------------------------------- |
| 2008 | Oberstdorf | individuele wedstrijd · landenwedstrijd     |
| 2010 | Planica    | individuele wedstrijd · landenwedstrijd     |
| 2012 | Vikersund  | 18e individuele wedstrijd · landenwedstrijd |
| 2014 | Harrachov  | 24e individuele wedstrijd                   |

### Olympische Winterspelen
| Jaar | Plaats      | Resultaten                                             |
| ---- | ----------- | ------------------------------------------------------ |
| 2010 | Vancouver   | normale schans · grote schans · team                   |
| 2014 | Sotsji      | 10e normale schans · 7e grote schans · landenwedstrijd |
| 2018 | Pyeongchang | 22e normale schans 4e landenwedstrijd                  |

### Wereldbeker

#### Eindklasseringen
| Seizoen | Algemeen | 4S | SV  | RA  | W6  | T5  | P7  | NT  |
| ------- | -------- | -- | --- | --- | --- | --- | --- | --- |
| 2005/06 | 73       | —  | N/A | N/A | N/A | N/A | N/A | 50  |
| 2006/07 | 4        | 2  | N/A | N/A | N/A | N/A | N/A | 24  |
| 2007/08 | 2        | 12 | N/A | N/A | N/A | N/A | N/A | 1   |
| 2008/09 | 1        | 3  | 1   | N/A | N/A | N/A | N/A | 1   |
| 2009/10 | 2        | 4  | 2   | N/A | N/A | N/A | N/A | 4   |
| 2010/11 | 9        | 36 | 1   | N/A | N/A | N/A | N/A | N/A |
| 2011/12 | 2        | 1  | 8   | N/A | N/A | N/A | N/A | N/A |
| 2012/13 | 1        | 1  | 1   | N/A | N/A | N/A | N/A | N/A |
| 2013/14 | 6        | 8  | 3   | N/A | N/A | N/A | N/A | N/A |
| 2014/15 | 10       | 7  | 18  | N/A | N/A | N/A | N/A | N/A |
| 2015/16 | 43       | 33 | —   | N/A | N/A | N/A | N/A | N/A |
| 2016/17 | 34       | —  | 34  | 28  | N/A | N/A | N/A | N/A |
| 2017/18 | 35       | 26 | 46  | 29  | —   | N/A | 23  | N/A |
| 2018/19 | 46       | —  | —   | —   | 47  | N/A | —   | N/A |
| 2019/20 | 20       | 28 | —   | 11  | 8   | 18  | N/A | N/A |
| 2020/21 | 65       | 60 | —   | N/A | —   | N/A | —   | N/A |

#### Individuele overwinningen
| #  | Seizoen | Datum            | Locatie                  | Schanse | Grootte |
| -- | ------- | ---------------- | ------------------------ | ------- | ------- |
| 1  | 2006/07 | 3 december 2006  | Lillehammer              | HS138   | GS      |
| 2  | 2006/07 | 16 december 2006 | Engelberg                | HS137   | GS      |
| 3  | 2006/07 | 30 december 2006 | Oberstdorf               | HS137   | GS      |
| 4  | 2006/07 | 7 januari 2007   | Bischofshofen            | HS140   | GS      |
| 5  | 2006/07 | 7 februari 2007  | Klingenthal              | HS140   | GS      |
| 6  | 2007/08 | 1 januari 2008   | Garmisch-Partenkirchen   | HS140   | GS      |
| 7  | 2007/08 | 25 januari 2008  | Zakopane                 | HS134   | GS      |
| 8  | 2007/08 | 7 maart 2008     | Lillehammer              | HS138   | GS      |
| 9  | 2007/08 | 9 maart 2008     | Oslo                     | HS128   | GS      |
| 10 | 2007/08 | 14 maart 2008    | Planica                  | HS215   | VS      |
| 11 | 2007/08 | 16 maart 2008    | Planica                  | HS215   | VS      |
| 12 | 2008/09 | 6 december 2008  | Trondheim                | HS140   | GS      |
| 13 | 2008/09 | 21 december 2008 | Engelberg                | HS137   | GS      |
| 14 | 2008/09 | 10 januari 2009  | Tauplitz/Bad Mitterndorf | HS200   | VS      |
| 15 | 2008/09 | 11 januari 2009  | Tauplitz/Bad Mitterndorf | HS200   | VS      |
| 16 | 2008/09 | 17 januari 2009  | Zakopane                 | HS134   | GS      |
| 17 | 2008/09 | 24 januari 2009  | Whistler                 | HS140   | GS      |
| 18 | 2008/09 | 25 januari 2009  | Whistler                 | HS140   | GS      |
| 19 | 2008/09 | 31 januari 2009  | Sapporo                  | HS134   | GS      |
| 20 | 2008/09 | 8 februari 2009  | Willingen                | HS145   | GS      |
| 21 | 2008/09 | 11 februari 2009 | Klingenthal              | HS140   | GS      |
| 22 | 2008/09 | 8 maart 2009     | Lahti                    | HS97    | NS      |
| 23 | 2008/09 | 15 maart 2009    | Vikersund                | HS207   | VS      |
| 24 | 2008/09 | 20 maart 2009    | Planica                  | HS215   | VS      |
| 25 | 2009/10 | 5 december 2009  | Lillehammer              | HS138   | GS      |
| 26 | 2009/10 | 19 december 2009 | Engelberg                | HS137   | GS      |
| 27 | 2009/10 | 1 januari 2010   | Garmisch-Partenkirchen   | HS140   | GS      |
| 28 | 2009/10 | 3 januari 2010   | Innsbruck                | HS130   | GS      |
| 29 | 2009/10 | 10 januari 2010  | Tauplitz/Bad Mitterndorf | HS200   | VS      |
| 30 | 2009/10 | 22 januari 2010  | Zakopane                 | HS134   | GS      |
| 31 | 2009/10 | 23 januari 2010  | Zakopane                 | HS134   | GS      |
| 32 | 2009/10 | 6 februari 2010  | Willingen                | HS145   | GS      |
| 33 | 2010/11 | 12 februari 2011 | Vikersund                | HS225   | VS      |
| 34 | 2010/11 | 13 februari 2011 | Vikersund                | HS225   | VS      |
| 35 | 2010/11 | 18 maart 2011    | Planica                  | HS215   | VS      |
| 36 | 2011/12 | 9 december 2011  | Harrachov                | HS142   | GS      |
| 37 | 2011/12 | 30 december 2011 | Oberstdorf               | HS137   | GS      |
| 38 | 2011/12 | 1 januari 2012   | Garmisch-Partenkirchen   | HS140   | GS      |
| 39 | 2011/12 | 21 januari 2012  | Zakopane                 | HS134   | GS      |
| 40 | 2011/12 | 4 februari 2012  | Val di Fiemme            | HS134   | GS      |
| 41 | 2012/13 | 25 november 2012 | Lillehammer              | HS138   | GS      |
| 42 | 2012/13 | 8 december 2012  | Sotsji                   | HS106   | NS      |
| 43 | 2012/13 | 16 december 2012 | Engelberg                | HS137   | GS      |
| 44 | 2012/13 | 4 januari 2013   | Innsbruck                | HS130   | GS      |
| 45 | 2012/13 | 6 januari 2013   | Bischofshofen            | HS140   | GS      |
| 46 | 2012/13 | 26 januari 2013  | Vikersund                | HS225   | VS      |
| 47 | 2012/13 | 2 februari 2013  | Harrachov                | HS205   | VS      |
| 48 | 2012/13 | 3 februari 2013  | Harrachov                | HS205   | VS      |
| 49 | 2012/13 | 17 maart 2013    | Oslo                     | HS128   | GS      |
| 50 | 2012/13 | 22 maart 2013    | Planica                  | HS215   | VS      |
| 51 | 2013/14 | 29 november 2013 | Kuusamo                  | HS142   | GS      |
| 52 | 2013/14 | 7 december 2013  | Lillehammer              | HS100   | NS      |
| 53 | 2014/15 | 6 december 2014  | Lillehammer              | HS138   | GS      |

### Grand Prix

#### Eindklasseringen
| Seizoen | Algemeen |
| ------- | -------- |
| 2006    | 5        |
| 2007    | 3        |
| 2008    | 1        |
| 2009    | 5        |
| 2010    | 16       |
| 2011    | 4        |
| 2012    | 41       |
| 2013    | 64       |
| 2014    | 4        |
| 2015    | 31       |
| 2017    | 25       |
| 2018    | 29       |
| 2019    | 12       |
| 2020    | 25       |

#### Individuele overwinningen
| #  | Seizoen | Datum             | Locatie     | Schanse | Grootte |
| -- | ------- | ----------------- | ----------- | ------- | ------- |
| 1  | 2006    | 14 augustus 2006  | Courchevel  | HS132   | GS      |
| 2  | 2007    | 16 augustus 2007  | Pragelato   | HS140   | GS      |
| 3  | 2007    | 6 oktober 2007    | Klingenthal | HS140   | GS      |
| 4  | 2008    | 5 augustus 2008   | Pragelato   | HS140   | GS      |
| 5  | 2008    | 30 augustus 2008  | Zakopane    | HS134   | GS      |
| 6  | 2008    | 30 augustus 2008  | Zakopane    | HS134   | GS      |
| 7  | 2008    | 3 oktober 2008    | Klingenthal | HS140   | GS      |
| 8  | 2008    | 4 oktober 2008    | Liberec     | HS134   | GS      |
| 9  | 2009    | 22 augustus 2009  | Zakopane    | HS134   | GS      |
| 10 | 2009    | 3 oktober 2009    | Klingenthal | HS140   | GS      |
| 11 | 2011    | 1 oktober 2011    | Hinzenbach  | HS94    | NS      |
| 12 | 2014    | 9 augustus 2014   | Einsiedeln  | HS117   | GS      |
| 13 | 2015    | 27 september 2015 | Hinzenbach  | HS94    | NS      |

1988: Nikkola, Nykänen, Ylipulli, Puikkonen ·
1992: Nikkola, Laitinen, Laakkonen, Nieminen ·
1994: Jäkle, Duffner, Thoma, Weissflog ·
1998: Okabe, Saito, Harada, Funaki ·
2002: Hannawald, Hocke, Uhrmann, Schmitt ·
2006: Widhölzl, Kofler, Koch, Morgenstern ·
2010: Loitzl, Kofler, Morgenstern, Schlierenzauer ·
2014: Wank, Kraus, Wellinger, Freund ·
2018: Tande, Stjernen, Forfang, Johansson ·
2022: Kraft, Huber, Hörl, Fettner